# يوزغاد (ولاية)
وِلَايَةُ يَوَزْغَاد (بالتركية: یوزغاد ولایت) هي إحدى محافظات تركيا. عاصمتها مدينة يوزغاد تبلغ مساحتها 14,083 كم2 ويبلغ عدد سكانها 682,919 نسمة كما يبلغ معدل الكثافة السكانية 48/كم2 تقع في وسط تركيا وتعرف بكثرة الجوامع والمساجد المكتظة بالمصلين وأيضا فيها ينابيع ماء طبيعي تستعمل لغرض الشرب والغسل، تبعد عن العاصمة أنقرة ما يقارب 220 كيلومتر باتجاه ولاية صامسون، ومن يزور يوزغاد يلاحظ كثرة المعمرين من سكانها.

## أعلام
- فكرت أوطيام

## وصلات خارجية
- Yozgat(بالتركية)